# دونگ ویتنام جنوبی
دونگ ویتنام جنوبی (به انگلیسی: South Vietnamese đồng) (به زبان بومی: đồng Việt Nam Cộng Hòa) یکای پول رایج در کشور ویتنام جنوبی بود. مسئولیت کنترل این یکای پول برعهدهٔ بانک ملی ویتنام قرار داشت.